# كارلو فرنسيس لومباردي
كارلو فرنسيس لومباردي (بالإيطالية: Francis Lombardi)‏ هو طيار ورائد أعمال ومصمم إيطالي، ولد في 21 يناير 1897 في جنوة في إيطاليا، وتوفي في 8 مارس 1983 في فيرتشيلي في إيطاليا.